# Roger Taylor (cestista)
Roger Kay Taylor (Park Forest, 30 gennaio 1937 – 9 settembre 2021) è stato un cestista statunitense, professionista nella ABL.

## Carriera
Dopo quattro stagioni a Illinois, venne selezionato al quinto giro del Draft NBA 1959 dai Syracuse Nationals (35ª scelta assoluta).
Giocò due stagioni nella NIBL, per poi debuttare nella ABL, dove giocò per i Cleveland Pipers e per i Philadelphia Tapers.
Venne nuovamente selezionato al Draft NBA 1965 dai Baltimore Bullets, al diciassettesimo giro (109ª scelta assoluta).